# Pendanthura picardi
Pendanthura picardi är en kräftdjursart som beskrevs av Brian Frederick Kensley och Marilyn Schotte 2000. Pendanthura picardi ingår i släktet Pendanthura och familjen Anthuridae.
Artens utbredningsområde är Aldabra. Inga underarter finns listade i Catalogue of Life.